# Nádhernice rudá

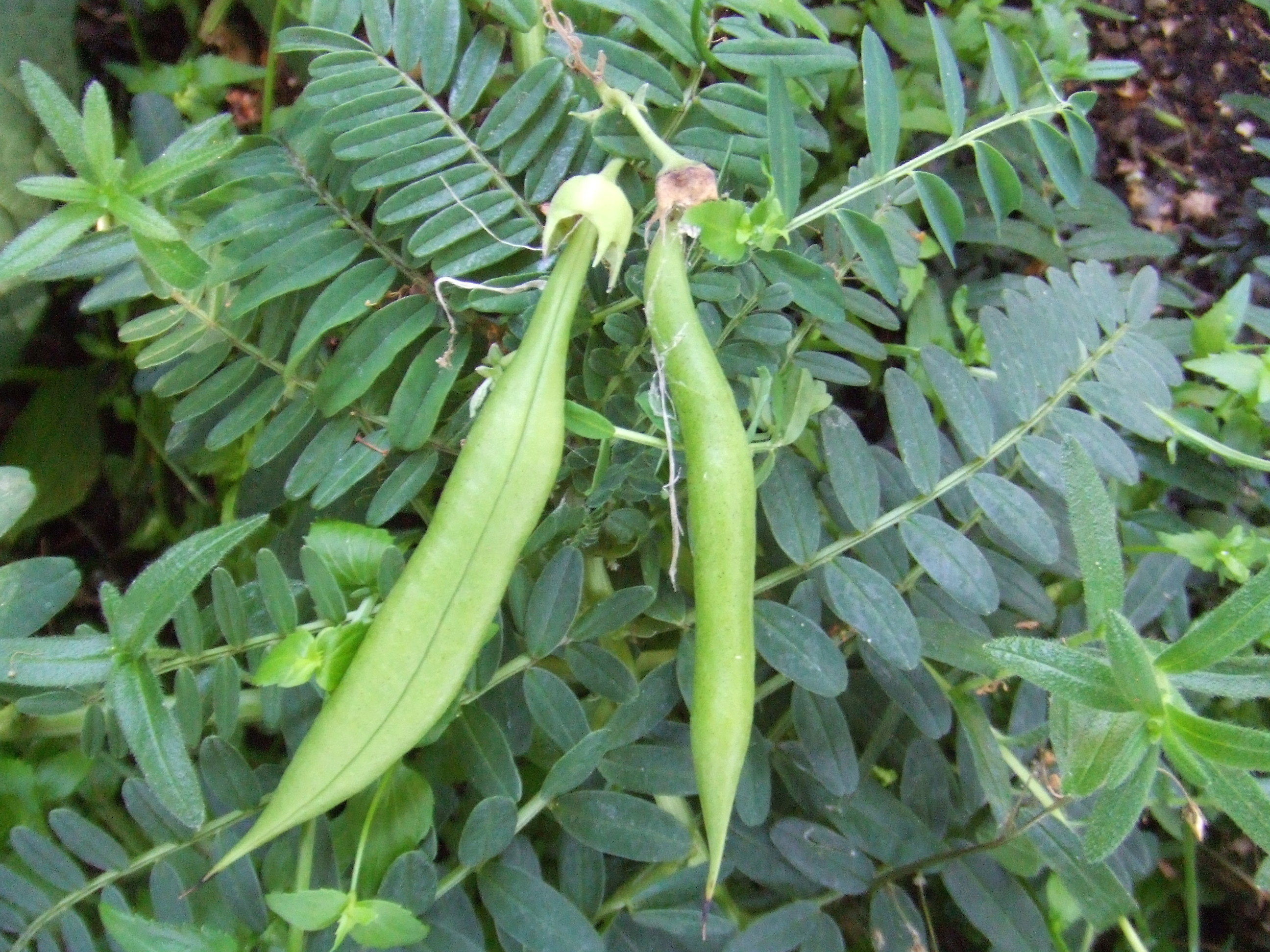
Listy a nezralé plody

Nádhernice rudá (Clianthus puniceus) je stálezelený, široce rozkladitý, hustý keř vysoký až 2 m a kvetoucí hrozny červených květů, který se vyskytuje výhradně na Novém Zélandu. Společně s podobnou rostlinou nádhernicí velkou tvoří rod nádhernice a obě jsou novozélandskými endemity a zároveň rostlinami ohroženými vyhynutím.
Nádhernice rudá, jejíž ozdobné červené květy dlouhé do 7 cm připomínají zobák papouška, bývá pěstována jako dekorativní rostlina. Je považována za nejpozoruhodnější původní novozélandskou kvetoucí rostlinu.

## Rozšíření
Rostlina roste výhradně na Severním ostrově Nového Zélandu a v současnosti je známa z volné přírody pouze ze západního pobřeží z oblasti přístavu Kaipara. Její původní rozšíření je nejasné, v minulosti ji Maorové pěstovali kolem svých osad a je docela možné, že žádné z historicky známých míst není původní, ale na všechna byla Maory vysázena.

## Ekologie
Pro úspěšnou tvorbu květů potřebuje rostlina růst na plném slunci a ve vlhké, ale dobře propustné a odvodněné půdě. Ideální teplota prostředí se pohybuje těsně pod 30 °C a neklesá pod + 7 °C. Nemá ráda trvalé vlhké mikroklima, kde je napadána plísněmi. Vyskytuje se na hůře přístupných místech, jako jsou srázy, výběhy skal a útesy nad pobřežím, svažité břehy řek a jezer a v různých přirozeně se vyskytujících křovinách, kde nebývá zastiňujících rostlin. Na volném prostranství neroste, neboť je spásána všemožnými býložravci, dobytkem, kozami, prasaty, králíky i jelení zvěří. Semenáče i listy dospělých rostlin jsou zase oblíbenou potravou pro hlemýždě, semena zase rádi požírají drobní hlodavci i ptáci.
Keř ve své domovině může kvést po celý rok, nejčastěji se rudé květy objevují od července do prosince. Plody lusky se vyvíjejí průběžně po opylení, zcela zralé bývají obvykle v lednu. Dobře snáší prořezávání, nejvíce kvete na mladých větvích. Semena v půdní bance mají dlouhou životnost. Dřevina hostí na kořenech ve speciálních hlízkách symbiotické bakterie rodu Rhizobium, které mají schopnost jímat plynný dusík z atmosféry a měnit jej na formu, ve které je rostlinou využitelný. Při dostatku dusíku může rostlina dobře růst a kvést i v neúživné písčité či kamenité půdě. Ploidie druhu je 2n = 32.

## Popis
Široce rozkladitý keř, vysoký od jednoho do tří metrů, se slabými, dlouze vystoupavými, často s nerovně rostoucími, jemně chlupatými letorosty. Převislé větve se někdy dotýkají země a za příhodných podmínek tam mohou zakořenit a vytvořit nové jedince. Jsou trvale olistěné střídavými, složenými, lichozpeřenými listy dlouhými 15 až 25 cm, tvořenými až patnácti páry lístků. Vyrůstají okolo vřetene vstřícně, jsou velké 1,5 až 2,5 cm a široké 0,5 až 0,7 cm. Lístky takřka přisedlé jsou úzce podlouhlé, na vrcholu tupé, po obvodě celistvé a oboustranně světle zelené až šedozelené, na rubu bývají jemně přitiskle chlupaté.
Pyskaté, pětičetné, oboupohlavné květy jsou uspořádané v nicích hroznovitých květenstvích, tvořenými až dvaceti pěti květy asi 7 cm dlouhými. Květenství vyrůstají z paždí listů u vrcholů větví. Kalich květu je velký jen 8 mm, jeho pět šídlovitých lístků bývá velkých okolo 4 mm. Koruna má dozadu ohnutou vejčitou a zašpičatělou pavézu, dvě špičatá srpovitě prohnutá křídla asi 3 cm velká a dlouhý zašpičatělý člunek zobákovitě dovnitř ohnutý 6 cm dlouhý. Jsou známi jedinci se sytě červenými, oranžovými, žlutými i krémově bílými květy. V květu je deset tyčinek, semeník je svrchní. Květy produkují velké množství nektaru, na který přilétá opylující hmyz, hlavně včely i ptáci, např. tui zpěvný.
Plod je nafouklý, ve zralosti podélně pukající lusk, dlouhý 5 až 8 cm, z počátku je zelený a se zralostí tmavne až zčerná. Obsahuje četná 1 až 1,5 mm velká, tvrdá, šedočerně skvrnitá semena, která jsou rozšiřována větrem. Semena čerstvě vypadlá z lusku mohou být pokrytá jemnými bílými chloupky, což je vnitřní výstelka lusku.

## Možnost záměny
Nádhernice rudá a blízce příbuzný druh nádhernice velká jsou si velice podobné, ta druhá se od v tomto článku popisované nádhernice rudé odlišuje se pouze mohutnějším vzrůstem, tmavšími a lesklejšími listy a o málo většími květy, které bývají tmavě červené, mívají tmavě fialové skvrny a slabé světlé proužky a má větší přirozený výskyt.

## Rozmnožování
Ve volné přírodě se rostlina přirozeně šíří na nová stanoviště generativně, semeny. Ta si podržují klíčivost po dlouhou dobu, mohou vyčkávat i třicet let na vhodné podmínky. Protože dřevina potřebuje k růstu hodně světla, čeká semeno hlavně na zvýšení oslunění stanoviště, ke kterému může dojít vymýcením, vyhynutím či jiným narušením okolních stínících rostlin.
Vegetativně ji můžeme rozmnožovat řízkováním, polovyzrálé výhonky s patkou starého dřeva se sázejí do kypré, stále vlhké zeminy umístěné v teple. Dlouhé větve keře se svými vrcholy často sklánějí až k zemi, kde občas zakoření a vznikne nová dřevina. Rostliny jsou poměrně krátkověké, nežijí déle než 15 až 20 let.

## Ohrožení
Před přelomem tisíciletí se začaly z volné přírody do zahradnických podniků dodávat semenáče rostliny nádhernice velké, které se tehdy hojně množily a prodávaly. Následkem toho původní populace zahradní linie nádhernice rudé pravděpodobně asi zcela vymizely. Podle údajů z roku 2005 rostla ve volné přírodě pouze jedna rostlina nádhernice rudé a asi dvě stě rostlin druhu nádhernice velká; oba druhy jsou hodnocené jako kriticky ohrožené.
Navrácení květiny do přírody je v rukou polodobrovolnické organizace „Forest Lifeforce Restoration Trust“, která se za pomoci dětí ze škol společně stará o jejich záchranu. Například z vrtulníků vyseli okolo 80 000 semen na nepřístupné strmé útesy, kam se pasoucí zvířata nemohou k rostlinám dostat.